# ドッペルシュラーク作戦
ドッペルシュラーク作戦 (Unternehmen Doppelschlag) は第二次世界大戦中の1942年に計画されたドイツ艦隊の北極海への出撃。1942年7月のPQ17船団に対するレッセルシュプルング作戦に続くもので、次の船団であるPQ18船団攻撃を目的とするものであった。
悲惨な結果となったPQ17船団の航海の後、ドイツ海軍は次回以降の船団にも打撃を与えてソ連への補給を阻害しソ連で戦闘中のドイツ軍を支援しようとした。この目的のため、強力な部隊を送って次の船団を壊滅させるための同じような作戦が計画された。水上部隊の指揮官はPQ17船団攻撃の際に活躍できなかったことで失望しており、次の作戦ではよりよく行いたいと考えていた。
一方、連合国側は昼が続く北極の夏の間は新たな船団を運航を避けており、PQ18船団の運行は延期された。ドイツ軍はPQ18船団の出発した9月まで準備状態のまま2ヶ月以上待たされることになった。
ドッペルシュラーク作戦の最初の段階はレッセルシュプルンク作戦と似ており、船団の接近を事前に探知するためにノルウェー海に潜水艦の哨戒線が設けられ、艦隊は船団が発見されるまで待機することになっていた。そして船団が発見されるとアルタフィヨルドへ向かい攻撃命令を待つ。戦闘で主力艦が失われることに非常に神経質になっていたことから、第2段階のバレンツ海への出撃にはヒトラーの許可が必要であった。出撃後は部隊は二つに分かれて異なった方向から船団を攻撃することになっていた。これは、一方の部隊が船団の護衛部隊をひきつけている間にもう一方の部隊が船団を攻撃するということを考えたものであった。「二重の打撃」を意味する作戦名はここから来ているものである。
作戦参加予定の艦艇は重巡洋艦「アドミラル・シェーア」、「アドミラル・ヒッパー」、軽巡洋艦「ケルン」、駆逐艦6隻であった。このほかにノルウェーにあったドイツの大型艦の戦艦「ティルピッツ」と重巡洋艦「リュッツォウ」は共に修理中のため作戦投入は不可能であった。
PQ18船団は9月7日にアイスランドを出発し、9月8日に航空機によって発見され、9月10日には哨戒線の潜水艦にも発見された。9月10日、ドッペルシュラーク作戦参加部隊はナルヴィクから出航し北のアルタフィヨルドへと向かった。その途中でイギリス潜水艦に発見され、「タイグリス」が攻撃を行ったものの成功しなかった。部隊は翌日アルタフィヨルドに到着した。
そこで、指揮官たち（アドミラル・シェーアに座乗のオスカー・クメッツ中将と陸上にいたオットー・チリアクス中将）は出撃許可を求めた。だが、ヒトラーの主張は艦艇に一切の損害を許さないといものであり行動の自由が制限されるため海軍総司令官エーリヒ・レーダー元帥は作戦中止を決めた。そのため、PQ18船団に対する攻撃は空軍および潜水艦により行われた。
ドイツ軍の水上部隊はPQ18船団に対してほとんど影響を与えなかったが、その脅威は船団に対して多くの護衛を必要とさせた。水上部隊による次の船団攻撃の機会は12月に訪れ、JW51B船団に対するレーゲンボーゲン作戦の結果バレンツ海海戦が発生した。